# 原輝史
原輝史（はら てるし、1943年5月3日 - 2011年8月18日）は、日本の経済学者。
長野県松本市生まれ。長野県松本深志高等学校を経て早稲田大学商学部卒業、1975年同大学院商学研究科博士課程満期退学。フランス・ディジョン大学に学ぶ。1986年「フランス資本主義　成立と展開」で商学博士（早大）。早稲田大学商学部助教授、教授。

## 著書
- 『フランス資本主義研究序説』日本経済評論社 1979
- 『フランス資本主義 成立と展開』日本経済評論社 1986
- 『フランス戦間期経済史研究』日本経済評論社 1999

### 共編・編著
- 『フランス経営史』編　有斐閣双書　1980
- 『科学的管理法の導入と展開 その歴史的国際比較』編 昭和堂 1990
- 『フランスの経済 転機に立つ混合経済体制』編 早稲田大学出版部 1993
- 『フランスの社会 変革を問われる文化の伝統』宮島喬共編 早稲田大学出版部 1993
- 『アメリカの経済 世界をリードする原動力』川辺信雄共編 早稲田大学出版部 1994
- 『現代ヨーロッパ経済史』工藤章共編 有斐閣 1996
- 『生涯学習と高等教育』奥島孝康共編 早稲田大学出版部 ワセダ・オープンカレッジ双書 1998
- 『スペインの経済 新しい欧州先進国の課題』戸門一衛共編 早稲田大学出版部 1998
- 『スペインの社会 変容する文化と伝統』壽里順平共編 早稲田大学出版部 1998
- 『早稲田派エコノミスト列伝』編 早稲田大学出版部 ワセダ・オープンカレッジ双書 1998
- 『EU経営史』編著 税務経理協会 2001

### 翻訳
- F.キャロン『フランス現代経済史』監訳 早稲田大学出版部 1983
- A.ベルトラン, P.グリゼ『フランス戦間期経済史』監訳 早稲田大学出版部 1997

## 論文
- ＜原輝史